# Jack Hewson
John G. Hewson, detto Jack (Waldwick, 7 settembre 1924 – Knoxville, 26 giugno 2012), è stato un cestista statunitense, professionista nella ABL e nella BAA.

## Carriera
Venne selezionato dai Boston Celtics nel Draft BAA 1947.